# Camp Carleton (Californie)
Camp Carleton est le plus grand de plusieurs camps militaires maintenus à diverses périodes aux alentours de San Bernardino. Il est fondé à l'automne 1861 par le capitaine William McCleave (en) et un détachement du 1st California Cavalry pour surveiller des activités sécessionnistes dans le comté de San Bernardino. Après l'inondation du camp lors de la grande inondation de 1862, la garnison du camp est déplacée à El Monte, où elle fonde le nouveau camp Carleton.